# Euphorbia sareptana
Euphorbia sareptana är en törelväxtart som beskrevs av Johannes Becker. Euphorbia sareptana ingår i släktet törlar, och familjen törelväxter. Inga underarter finns listade i Catalogue of Life.